# Кубок Гонконгу з футболу 2020—2021
Кубок Гонконгу з футболу 2020—2021 — 46-й розіграш кубкового футбольного турніру в Гонконзі. Титул захищав Істерн. До участі у турнірі запросили тільки представників Прем'єр-ліги Гонконгу. Однак через пандемію COVID-19 12 лютого 2021 року Футбольна асоціація Гонконгу оголосила, що поточний розіграш турніру буде скасовано.

## Календар
| Раунд          | Дата                            | Матчі | Клуби |
| -------------- | ------------------------------- | ----- | ----- |
| Груповий раунд | 5 березня 2020 - 7 березня 2021 | 12    | 8 → 4 |
| 1/2 фіналу     | 1-2 травня 2021                 | 2     | 4 → 2 |
| Фінал          | 27 червня 2021                  | 1     | 2 → 1 |